# Кондом д'Обрак
Кондом д'Обрак (фр. Condom-d'Aubrac) насеље је и општина у јужној Француској у региону Миди Пирене, у департману Аверон која припада префектури Родез.
По подацима из 2011. године у општини је живело 315 становника, а густина насељености је износила 6,84 становника/km². Општина се простире на површини од 46,08 km². Налази се на средњој надморској висини од 950 метара (максималној 1.440 m, а минималној 465 m).

## Демографија
| 1962. | 1968. | 1975. | 1982. | 1990. | 1999. | 2011. |
| ----- | ----- | ----- | ----- | ----- | ----- | ----- |
| 430   | 471   | 382   | 336   | 349   | 349   | 315   |

График промене броја становника у току последњих година